# Robert MacBryde
Robert MacBryde (Maybole, 5 dicembre 1913 – Dublino, 6 maggio 1966) è stato un pittore e scenografo scozzese.

## Biografia
MacBryde nacque a Maybole, Scozia e lavorò in una fabbrica per 5 anni dopo aver lasciato la scuola. Studiò arte a Glasgow dal 1932 al 1937. Qui incontrò Robert Colquhoun con cui stabilì una relazione sentimentale e artistica destinata a durare per tutta la vita, tanto che la coppia fu chiamata "i due Robert". MacBryde studiò e viaggiò in Francia ed Italia, grazie ad una borsa di studio, tornando a Londra nel 1939. Divise con Colquhoun uno studio e i due lo condivisero successivamente con l'artista John Minton e, dal 1943, con Jankel Adler. Tenne la sua prima esibizione individuale alla Lefevre Gallery nel 1943.
Influenzato da Graham Sutherland e da John Piper, MacBryde divenne un pittor ben conosciuto della scuola d'arte modernista, conosciuto per i suoi studi cubisti dai colori vivaci. I suoi ultimi lavori si evolsero in un'atmosfera più oscura, nel campo espressionista delle nature morte e dei paesaggi. In collaborazione con Colquhoun realizzò varie scenografie durante e dopo la Seconda guerra mondiale, tra cui il Macbeth e il Re Lear di John Gielgud al Royal Shakespeare Theatre ed il balletto di Léonide Massine Donald of the Burthens, prodotto dal Sadler's Wells Theatre alla Royal Opera House nel 1951.
Robert MacBryde morì a Dublino nel 1966 a causa di un incidente stradale.
Nel 1959 viene girato il documentario Monitor: Scottish Painters di Ken Russell.